# MÁV-Baureihe BCmot VIIa
Die zweiachsigen Dampftriebwagen der MÁV-Baureihe BCmot VIIa wurden 1903 bei Ganz & Co. in Budapest hergestellt und dienten als  Triebwagen für die ungarische Staatseisenbahn MÁV. Sie waren nach dem System De Dion-Bouton hergestellt und besaßen eine Leistung von 26 kW (35 PS).

## Geschichte
Eisenbahnstrecken der ungarischen Staatseisenbahn MÁV galten um die 1900er Jahre als besonders dampftriebwagenfreundlich, da die Gesellschaft viele Nebenbahnen mit geringem Verkehr und relativ geringen Steigungen besaß. Die meisten benötigten Fahrzeuge wurden von der Ganz in Budapest hergestellt. Dazu erwarb die Firma Lizenzen von De Dion-Bouton und baute Dampftriebwagen mit 35, 50 und 80 PS Leistung.
Nach Literaturangaben sollen von Ganz bis Ende 1906 insgesamt 89 Dampftriebwagen an die MÁV geliefert worden sein, bei Pospichal werden lediglich 30 Fahrzeuge genannt. Diese beiden Dampftriebwagen werden als die ersten in dieser Kategorie angesehen.
Eingesetzt waren die Fahrzeuge im Raum Szentes. Allgemein besaßen sie zu hohe Wartungskosten und einen zu hohen Verbrauch an Betriebsmitteln. Die Wartung der Kessel verlangte einen großen Aufwand, welcher durch schlechte Wasserqualität vergrößert wurde. Bei Ausbruch des Ersten Weltkrieges waren sie ausgemustert.

## Technische Merkmale

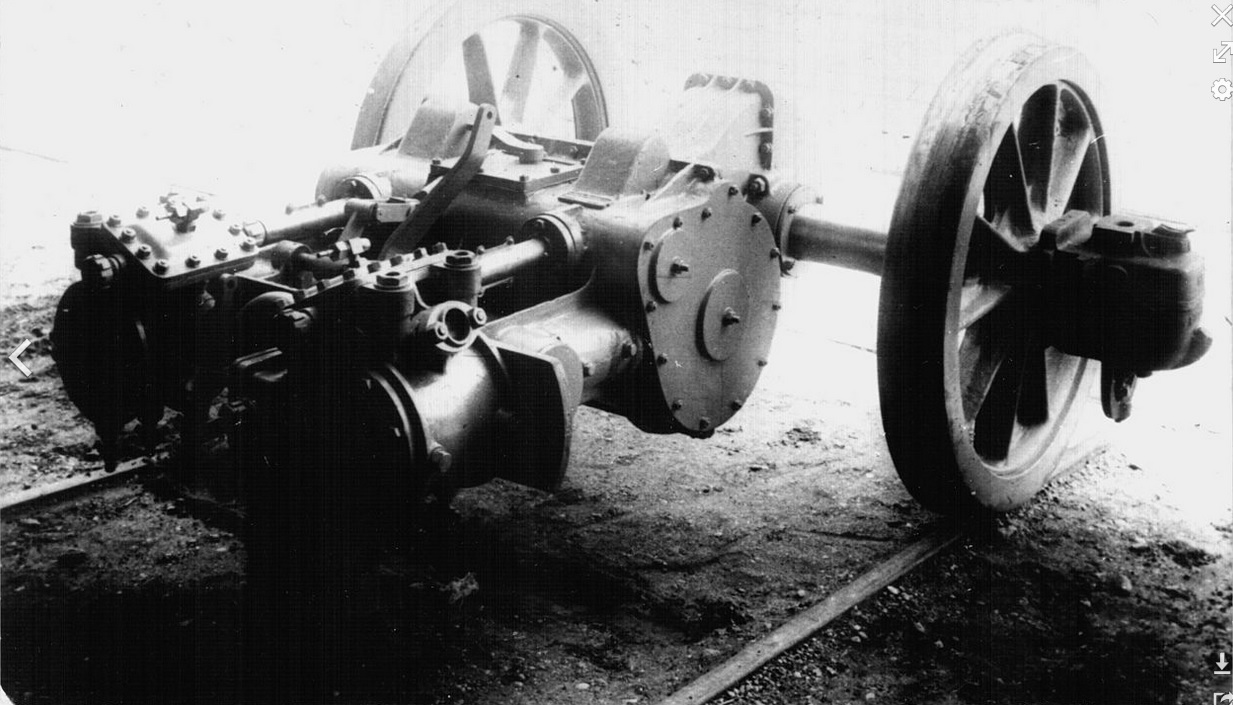
Abbild einer Dampfmaschine Bauart De-Dion-Bouton

Der Wagenkasten entsprach dem Standard der damals gültigen Grundsätzen des Personenwagenbaues. Im vorderen, eingezogenen Raum, war die Dampfmaschine gelagert.
Das Fahrzeug besaß einen von De Dion-Bouton entwickelten und von Ganz gefertigten Wasserrohrkessel und eine Dampfmaschine vom gleichen Hersteller. Bei diesem Systems war der Kessel stehend angeordnet und bestand aus zwei zentrisch ineinandergeschobenen zylindrischen Ringkörpern. Sie waren durch geneigt angeordneten Rohrstutzen miteinander verbunden und wurden dadurch auf Distanz gehalten. Der innere diente als Feuerraum und Füllschacht für das Brennmaterial. Für diese Feuerung wurde hauptsächlich Koks verwendet. Die Verbrennungsluft wurde durch Klappen im Aschkasten geregelt. Zu einer schnelleren Entleerung und Reinigung war der Rost als Kipprost ausgelegt. Die Kesselkonstruktion war sehr leicht konstruiert, mit dem Nachteil eines kleinen Dampf- und Wasserraumes. Ein Vorteil dieser Kesselbauart war die kurze Anheizzeit. Es genügten 30 kg Holzkohle, um in dem Kessel nach einer Stunde einen Druck von 20 bar zu erreichen.
Die Dampfmaschine bestand aus zwei Zweizylinder-Verbundmaschinen. Sie liefen mit etwa 600 bis 800 min−1 und waren in einem Gehäuse im Ölbad schwimmend gelagert. Ähnlich wie ein Tatzlager-Antrieb war sie mit der Achse fest verbunden und im Rahmen federnd gelagert. Die Übertragung des Drehmomentes erfolgte durch ein Zahnradgetriebe. Die Steuerung nach dem System Kluge wurde sonst im Dampflokomotivbau nicht angewandt. Eine Anfahrvorrichtung konnte die Dampfmaschine durch Ventile in eine Zwillingsmaschine umwandeln. Zum Teil mussten Dampftriebwagen der Bauart De Dion-Bouton im Endbahnhof gewendet werden, ein Teil der Fahrzeuge besaß schon beidseitige Führerstände. Wie die hier beschriebenen Fahrzeuge ausgestattet waren, geht aus den Unterlagen nicht hervor.